# Michał Jeliński
Michał Jeliński, né le 17 mars 1980 à Gorzów Wielkopolski, est un rameur polonais, champion olympique, et quadruple champion du monde, en quatre de couple.

## Biographie
Avec Konrad Wasielewski, Marek Kolbowicz et Adam Korol, ils ont formé un équipage de quatre de couple, qui a glané le titre olympique (à Athènes en 2008, ainsi que quatre titres mondiaux (2005, 2006, 2007 et 2009).
Pour ses performances sportives, il reçoit la croix de Chevalier (2008) de l'Ordre Polonia Restituta.

## Palmarès

### Jeux olympiques
- 2004 participation au deux de couple.
- 2008 , 1re place en quatre de couple avec Marek Kolbowicz, Adam Korol et Marek Kolbowicz.
- 2012 6e en quatre de couple.

### Championnats du monde
en quatre de couple, avec Konrad Wasielewski, Adam Korol et Marek Kolbowicz.
- 2005 , 1e place
- 2006 , 1e place
- 2007 , 1e place
- 2009 , 1e place

### Championnats d'Europe
en quatre de couple, avec Konrad Wasielewski, Adam Korol et Marek Kolbowicz.
- 2010 , 1e place